# Cincinnati Challenger
Il Cincinnati Challenger è stato un torneo professionistico di tennis giocato su campi in cemento. Faceva parte dell'ATP Challenger Series. Si giocava annualmente a Cincinnati negli Stati Uniti.

## Albo d'oro

### Singolare
| Anno | Campione     | Finalista    | Punteggio     |
| ---- | ------------ | ------------ | ------------- |
| 1994 | Vince Spadea | Jim Grabb    | 6–7, 7–6, 7–5 |
| 1993 | Doug Flach   | Robbie Weiss | 7–6, 6–7, 6–4 |

### Doppio
| Anno | Campioni                    | Finalisti                  | Punteggio |
| ---- | --------------------------- | -------------------------- | --------- |
| 1994 | Grant Doyle Paul Kilderry   | Brian Gyetko Kevin Ullyett | 6–3, 6–4  |
| 1993 | Johan De Beer Kevin Ullyett | Wayne Arthurs Leander Paes | 7–6, 6–4  |